# Funkin' for Jamaica
'Funkin' For Jamaica je disco/funk/jazzový singl amerického jazzového trumpetisty Toma Browna. Singl je z jeho druhého alba, "Love Approach". Vokálně se na písni podílela i zpěvačka Tonni Smithová. Song se dostal na #1 příčku Billboard R&B hitparády a zůstal tam po dobu jednoho měsíce. "Funkin' for Jamaica" se také dostalo na příčku #9 v Billboard Dance hitparádě a do Top 10 britské hitparády.
V roce 2001 zpěvačka Mariah Carey tento song nasamplovala do své písně "Don't Stop (Funkin' 4 Jamaica)" pro soundtrack filmu "Glitter"..